# H 7 (sommergibile Italia)
L'H 7 è stato un sommergibile della Regia Marina.

## Storia
Dopo essere stato ultimato, il sommergibile partì da Halifax con il tenente di vascello Giotto Maraghini come comandante ed attraversò l'Oceano Atlantico unitamente ai gemelli H 6 ed H 8. Dopo aver scampato un accidentale attacco da parte dell'unità di pattuglia americana Nahma (che aveva scambiato le tre unità per U-Boote ed aveva danneggiato l'H 6), il viaggio terminò con l'arrivo dei battelli a Cagliari, alla fine dell'ottobre 1917.
Una volta operativo l'H 7 fu destinato alla «II Squadriglia Sommergibili H» basata a Brindisi, svolgendo attività esplorativa e offensiva nel Basso Adriatico, in particolare al largo di Durazzo e Cattaro.
Il 16 marzo 1918 il sommergibile effettuò una missione offensiva ad una decina di miglia dalla costa dalmata-albanese, senza ottenere risultati.
Pochi giorni dopo la conclusione della guerra, il 6 novembre 1918, l'H 7, salpato da Ancona, occupò a nome dell'Italia le isole di Premuda, Selve ed Ugliano. All'una di pomeriggio del 7 novembre il battello occupò inoltre l'isola di Pago.
Nel corso del primo conflitto mondiale il sommergibile effettuò in tutto undici missioni offensivo-esplorative, tutte prive di risultati. Dopo la guerra il battello fu impiegato per l'addestramento.
Nel settembre 1923, nel corso della crisi di Corfù, l'H 7 fu temporaneamente dislocato nell'isola greca.
Il sommergibile venne poi ancora impiegato per l'addestramento a Messina sino al 1º ottobre 1930, data della sua radiazione. Fu poi demolito.